# Podothecus veternus
Podothecus veternus är en fiskart som beskrevs av Jordan och Starks, 1895. Podothecus veternus ingår i släktet Podothecus och familjen pansarsimpor. Inga underarter finns listade i Catalogue of Life.